# Углекаменск
Углека́менск — село в Партизанском городском округе Приморского края, в 6,5 км северо-восточнее города Партизанск. Расположено у подножия северо-восточных отрогов Ливадийского хребта (южный отрог хребта Сихотэ-Алинь).
Глава администрации — Томашев Андрей Николаевич (с 01.04.2016 г.).
Население — 3017 чел. (2021).

## Топонимика
Основан в 1939 году как населённый пункт Тудагоу. Назван по реке Тудагоу (с 1972 г. — река Мельники), в низовье которой расположен.
Тудагоу с китайского: тоу (первый) дао (суффикс) гоу (долина, река) — первая река.
С 1947 года статус рабочего посёлка с названием Северный Сучан. Получил такое название, потому что расположен севернее города Сучан (с 1972 года — Партизанск).
В 1972 году в связи с конфликтом с Китаем и мероприятиями по замене китайской топонимики в Приморском крае посёлок переименован в Углекаменск, так как создавался для добычи каменного угля (обратный порядок слов: каменный уголь — уголь каменный — Углекаменск).

## Население
| 1970   | 1979    | 1989  | 2002  | 2005  | 2010  | 2021  |
| ------ | ------- | ----- | ----- | ----- | ----- | ----- |
| 10 789 | ↘10 047 | ↘8962 | ↘6619 | ↘3900 | ↘3647 | ↘3017 |

## История
История Углекаменска начинается летом 1939 года, когда на Северный Сучан прибыла первая группа переселенцев-горняков. Газета «Красный Сучанец» от 5 декабря 1950 г. рассказывала об устройстве первых палаток вблизи речки Тудагоу, в связи с чем населённый пункт получил название Тудагоу. С самого начала переселенцам пришлось столкнуться с определёнными трудностями: непогодой, болотистой почвой, отсутствием жилья. За 3 месяца было построено 3 многоквартирных дома, столовая, началось строительство больницы, клуба. Одновременно с этим шло строительство узкоколейной дороги и шахты № 25.
7 апреля 1947 года было принято решение Сучанского горисполкома № 150 «Об образовании на базе населённого пункта Тудагоу рабочего посёлка городского подчинения», в котором отмечалось, что населённый пункт Тудагоу возник в связи со строительством новых шахт Северного Сучана на территории Казанковского сельского Совета. В 1947 году в посёлке проживало 4009 человек. Население было занято исключительно на шахтах и предприятиях угольной промышленности.
Сельский совет, в состав которого входил населённый пункт Тудагоу, практически не решил его вопросов, так как основные вопросы и материально-бытовые выходили за пределы его возможностей. Поэтому исполком Сучанского городского Совета народных депутатов просил крайисполком ходатайствовать перед Верховым Советом РСФСР о присвоении населённому пункту Тудагоу статуса рабочего посёлка с названием Северный Сучан.
В 1947 году на основании Указа Президиума Верховного Совета РСФСР от 26 сентября 1947 г. населённый пункт Северный Сучан был отнесён к категории рабочих посёлков. Решением Партизанского горисполкома № 430 от 23 октября 1947 г. был создан оргкомитет исполкома Сучанского городского Совета депутатов трудящихся по Северо-Сучанскому рабочему посёлку.
Председателем оргкомитета был назначен Баранов Григорий Иванович — помощник начальника шахты № 25 треста «Сучануголь». Секретарём — Долгих Анатолий Прохорович, демобилизованный из рядов Советской Армии. Штат оргкомитета рабочего посёлка был утвержден в количестве 4 единиц: председателя, секретаря, счетовода, курьера-уборщицы. Счетоводом была назначена Телегина Анна Ефимовна.
В 1-й созыв в поселковый Совет было избрано 20 депутатов: Максименко В. А., Дубоделова Н. Н., Ватутина Н. С., Семенихина, Ярошенко Г. А., Салаев, Луцик В. А., Гаврилова В. Б., Ворон-Ковальская, Романенко М. В., Данильченко, Резинкин П. И. и др.
В сентябре 1949 года на пост председателя поселкового Совета был избран Долгих Анатолий Прохорович, бывший секретарь поссовета, а на должность секретаря назначен Бризгунов.
На сессиях поселкового Совета, заседаниях исполкомов неоднократно ставились вопросы о работе школ, больницы, учреждений культуры посёлка, о благоустройстве и строительстве жилья. Большое внимание уделялось строительству объектов соцкультбыта.
В 1949 году школа № 17 приняла первых учеников, был построен клуб. В это же время в поселке успешно функционировала горнопромышленная школа, которая за три года выпустила для работы на шахтах около тысячи молодых специалистов.
Обширную площадь занимал поселковый парк культуры и отдыха. Рядом с парком располагался стадион.
В освоение посёлка большой вклад внес Яков Ефимович Телегин, сначала как строитель, затем знатный крепильщик. Отличились и другие передовики, стахановцы-горняки: Н. В. Шепелев, Е. Ф. Бережной, Е. П. Кузенков, Луцик, братья Виговские, Мишин, Епифанов и другие.
За годы четвёртой пятилетки в поселке была построена средняя школа, водопровод, баня, пожарное депо, хлебопекарня. Только в 1952 году Северо-Сучанское стройуправление сдало 2200 квадратных метров жилья, 1130 квадратных метров — в посёлке Авангард. Здесь же были сданы в эксплуатацию больница и амбулатория, открыта библиотека, новый магазин.
В Северном Сучане (Углекаменске) действовала узкоколейная железная дорога, соединявшая его с Сучаном (Партизанском) и с лесозаготовками в районе села Залесье
В 1950 году в журнале «Знание — сила» рассказывалось об угольной разведке в урочище Чортова лапа — так называлась одна из сопок хребта Мулягоу, спускающегося к реке Сучан гигантской подковой. Причудливые очертания напоминали могучую лапу, а ручьи издали походили на выпущенные когти: «Пройдёт несколько лет, и на дикой Чортовой лапе вырастут копры шахт, станут стройные ряды многоэтажных домов и около них широко раскинутся… фруктовые сады».
В 1953 году на должность председателя поссовета был назначен Каляев Сергей Филиппович, а с ноября 1955 года Николаенко Павел Карпович.
В 60-е годы в посёлке интенсивно велось строительство объектов социального и коммунально-бытового назначения: водопровода, канализации, дома быта, проводился ремонт больниц, магазинов, школ. Поселок благоустраивался: отсыпались тротуары, дороги, шахтёрами было высажено более 5000 декоративных деревьев, свыше 4000 кустарников, множество цветов. В четырёх школах поселка обучалось свыше 3000 учащихся. Трудящихся обслуживали 2 больницы, 5 здравпунктов.
В 1963 году председателем поссовета Северного Сучана был утвержден Хоменко Алексей Трофимович, занимавший этот пост до 1977 года, секретарем — Федько Татьяна Никифоровна, долгое время проработавшая в поссовете. Активное участие в работе исполкома поссовета принимали: Енин А. М., Захаров А. Ф., Ливадний И. М., Романенко Г. В., Григорьев А. А., Алейников К. И. и многие другие. Депутатами поссовета числилось около 70 человек. К работе исполкома поссовета привлекались руководители предприятий, организаций и учреждений, расположенных на территории поселка: Сырчин Л. М., Рассоленко А. З. — начальники шахт 25/26, Кисельков И. А. — начальник Северо-Сучанского стройуправления, Жилкин И. П. — парторг стройуправления, Волкова З. В. — главный врач больницы, директора школ № 22 и № 33 — Mapтынцов Ф. К. и Шенфельд Е. Е. и другие. Большая часть руководителей являлась депутатами поссовета.
26 декабря 1972 года Указом Президиума Верховного Совета РСФСР рабочий посёлок Северный Сучан переименован в Углекаменск.
И в последующие годы много сил в развитие и становление поселка было приложено исполкомом поссовета, депутатами. Среди них следует отметить таких, как: Ошиток В. К., Магаляс М. Н., Карась В. И., Сабадаш А. Е., Баженов И. Д., Бирюков Я. М., Доброносов В. А., Поддубный Ю. И., Полищук Е. И., Пташенко В. А., Мельник Э. Я. и многие другие.
В конце 1980-х гг. в Углекаменске начался экономический упадок. В 1997 г. была закрыта шахта «Северная» — градобразующее предприятие. После ряда преобразований на её основе в декабре 1998 г. было создано ООО «Правобережное» с единственным участком. В 2006 г. добыча угля на ООО «Правобережное» прекратилось. В 2008 г. оно было окончательно ликвидировано.
С 1 января 2005 года Углекаменск преобразован в село.

## Транспортное сообщение
Автомобильная дорога к селу Углекаменск идёт на северо-восток от г. Партизанск через село Казанка, расстояние до Партизанска около 11 км.
На северо-запад от Углекаменска идёт дорога к селу Авангард, далее к с. Мельники и к с. Залесье; далее к селу Хмельницкое.

## Природные условия

### Климат
Годовое количество осадков: 600—700 мм.
Средняя температура: январь −14-16 град., июль +18-20 град.
Климатический район: умеренно-тёплый, избыточно-влажный.

### Водные ресурсы
Средние даты весеннего вскрытия рек: 25 марта — 1 апреля.
Средние даты наступления ледостава на реках: 1 — 10 декабря.
Поверхностные речные воды: зона высокого стока (модуль стока более 15 л/с/м²).
Подземные воды: гидрогеологическая структура — Сихотэ-Алинский массив.
Посёлок расположен в долине р. Партизанской, в низовье по обоим берегам её среднего правого притока — р. Мельники.

### Растительность
В долине — широколиственные леса, на сопках — дубовые леса (монгольский дуб).

### Почвы
Долина — поймозёмы слоистые и остаточные (пойменные, аллювиально-дерновые и остаточно-пойменные почвы). Сопки — бурозёмы оподзоленные (бурые лесные оподзоленные и глееватые оподзоленные).

### Экология
Оценка экологического состояния территории — обстановка удовлетворительная.

### Медико-географическая характеристика района
Сезонная поллинозная опасность. Цветущие поллинозоопасные виды растений: июль — 6-10 видов (травяной ярус: тимофеевка, ежа, келерия, вейники, крапивы, полыни, мари, щирица и др.).
Опасность по природно-очаговым заболеваниям. Уровень заболеваемости населения — низкий.

### Ландшафт
Физико-географический район — Сихотэ-Алинская физико-географическая область, Южно-Приморская горно-долинная провинция.
Виды ландшафта — речная долина с лиственными лесами, среднегорье с широколиственной лесной растительностью.

### Геоморфология
Морфогенетический тип рельефа — денудационно-тектонические нагорья на мезозойском основании.

### Сейсмическая опасность
Степень сейсмической опасности — высокая (7-8 баллов: обвалы, оползни, осовы, отседания блоков, уступы, ступени, провалы, осыпи, каменные реки, камнепады, селеподобные потоки, сильная активизация склоновых процессов).